# 초기 기독교
초기 기독교(Early Christianity), 또는 초대교회는 기원후 33년 예수의 십자가 처형 이후 기독교의 초기 역사를 가리키는 말이다. 일반적으로 4세기 테오도시우스 1세가 기독교를 로마 제국의 국교로 선포하기 전까지 시기 혹은 제1차 니케아 공의회가 열린 기원후 325년 이전까지 시기를 초대교회로 본다. 한편 동서 교회의 분열이 있었던 1054년 이전 단일교회를 초대교회로 보는 등 연구 방향에 따라 그 기준은 다양하다. 로마 가톨릭교회와 동방 정교회 등 사도전승을 내세우는 교회들은 자신들을 초대교회의 직계후손이라 주장한다.

## 예수 승천 직후와 사도시대
예수가 승천한 후 맛디아(마티아)가 합류한 예수의 주요 제자들이었던 사도들과 그 외 신자가 예수의 가르침대로 예루살렘에서 열흘 동안 마가(마르코)의 다락방에서 기도했다. 그들은 오순절에 성령이 임하여 방언을 받고 사목하기 시작하는데, 교회력을 지키는 교파들은 이 사건을 성령강림주일(성령강림절, 성령강림대축일)로 기념한다. 이후에 기독교 복음은 다마스쿠스에서 예수를 만난 사도 바울(바울로)의 전도로 급속히 퍼져나가기 시작했다. 특히 사도 바울은 하나님의 은총으로 어느 사도보다도 더 열심히 일했다고 고린도(코린토스) 교우들에게 말할 정도로 열성적인 전도 활동을 했다. 하지만, 로마인들에게 기독교는 유대교의 소종파(나자렛당)에 불과했고, 기독교인들도 유대교의 신앙전통을 따랐다. 하지만, 예루살렘 붕괴 이후인 기원후 90년 바리새파의 유대교 재건 회의에서 '나자렛당 사람들', 즉 기독교 신자들을 저주하는 기도문을 발표하면서, 기독교는 나자렛 도둑, 나자렛 도당, 나자렛 사람 등으로 불리던 유대교 소종파로서의 성격을 잃게 되었으며, 로마 제국 내의 비유대인 사이에 전파, 세계종교로 발달하게 된다. 초기 기독교 시기는 기독교 발달에 중요한 시기였는데, 현재 사용되는 신약성서 속 기록 작성(기원후 45년~140년경), 로마의 기존 종교와의 경쟁, 그리고 로마 황제 콘스탄티누스 1세에 의한 밀라노 칙령 등 주요한 사건들이 이 기간 중에 일어났다.

## 기독교 변증 및 교계 제도 성립 시대
로마시대 당시 기독교는 캘수스 등의 반대자들의 비난을 받았는데, 캘수스의 경우 "기독교인들은 무지한 사람들을 자신들이 믿는 하느님에게 적합한 것으로 인정하기 때문에, 그들은 어리석고 천하고 우둔한 사람들과 노예들, 여자들 그리고 어린이들만 바라고 개종시킬 수 있다."고 당시 기독교인들의 대부분이 배움이 없는 사람들임을 지적했다. 약 100년대 중반부터 순교자 유스티누스(유스틴) 등이 기독교를 변호하였는데, 이들을 기독교 변증론자라고 부른다. 이들은 기독교가 반사회적 종교가 아님을 설명하고자 하였다.
또한 사도들의 사후 예수의 가르침을 다르게 해석하는 소위 "이단"으로 불리는 세력이 점차 발호하기 시작하면서, 이에 맞서 소위 "정통" 세력이 결집되었다. 각 지역 교회의 주교들은 원로들과 구분되어 지역 교회의 대표자라는 보다 높은 권위를 가지게 되었으며, 사도들의 후계자를 자처하면서 그 업무를 계승하였다. 2세기 초엽의 안티오키아 주교인 이그나티우스(이냐시오)가 보편교회(Catholic)라는 단어를 사용한 이후, 보편교회는 정통 교회의 고유명사로서 작용하게 되었다. 그러나 그 교계 제도를 실질적으로 확립시킨 사람은 리옹의 주교인 이레네우스(이레네오)였다.

## 신앙 체계

### 예수의 신성과 인성
요한복음 1장에서는 태초에 말씀이 계셨다는 선언을 통해 예수를 "말씀"(로고스)으로 표현하였는데, 이 시기 그리스 철학에서 로고스는 우주의 가장 근본적인 질서와 힘을 의미했다. 이와 같은 표현을 통해서 예수의 신성을 강조하는 경향은 기독교 초기부터 강하게 드러나고 있다. 신약 성서의 반수 이상을 차지하는 사도 바울의 사목서신 역시 예수의 부활과 신성을 강조한다. 초기 기독교의 분파 중에서는 인간 예수가 하느님의 양자가 되었다는 에비온주의처럼 예수의 신성을 부정하는(따라서 요한복음 역시 부정하는) 종파도 있었으나 수적으로 소수에 속했고, 기독교가 국교로 인정받은 후에는 이단으로 지목되기도 하여 그나마 남아 있던 세력은 극소수로 줄어들었다. 그 반대로 영지주의나 가현설처럼 예수의 인성을 부정하는 종파들도 있었다. 이들 영지주의 및 가현설주의자들은 육체는 악하다는 이분법을 갖고 있었으므로 예수는 완전한 사람이 아니라 사람의 모습을 했을 뿐이며, 예수가 완전한 사람임을 부정하였다. 그래서 사도 요한은 '예수께서 사람으로 오셨음을 부정하는 자들은 적그리스도'라고 단죄했으며, 요한복음에서 사마리아 사람인 수가성 여인과 예수가 대화를 나눈 이야기를 언급하며, 예수가 피곤해 우물가에서 쉬었다고 했다. 누가복음에서도 예수의 탄생 이야기를 적음으로써 예수가 여자의 몸에서 잉태된 완전한 사람임을 단언한다. 칼케돈 신경, 니케아 신경, 사도신경 등에서도 예수를 완전한 인간이자, 하느님으로 묘사한다.

### 삼위 일체
삼위일체 개념은 신약에는 극명하게 언급되어 있지는 않다. 그러나 성부(하느님, 야훼), 성자(예수), 성령(보혜사)의 연관성은 신약성서의 여러 부분에 표현되어 있으며, 마태오 복음서의 경우 저자인 마태오는 '하느님의 아들'이라는 표현을 통해 둘 사이의 밀접한 관련을 강조하고 있다. 마르코 복음서에서도 '하느님의 아들, 예수 그리스도의 복음'이라는 용어를 쓰고 있다. 또한 초기 기독교 시대에 만들어진 방대한 기록의 대부분이 그리스도와 하느님을 '성자와 성부'로 표현하고 있다. 요한복음에는 성자 예수와 보혜사 성령이 동일하게 표현되어 있고, 사도행전에도 성령을 예수의 영으로 표현함으로써 삼위 일체 개념을 주지시키고 있다. 사도행전에는 성부 야훼(여호와)와 성령을 연관시키는 말이 언급되어 있는데, 야훼가 이사야 선지자에게 한 말을 성령이 말했다고 기록함으로써 동질성을 우회적으로 증거하고 있다.
'삼위'라는 표현은 초대교회 시절부터 자주 사용되어왔고 고대의 침례(약식인 세례 포함) 의식의 기록에서도 사용된 것을 발견할 수 있다. 교회사적으로는 신학자 테르툴리아누스(테르툴리아노, 터툴리안) 주교가 최초로 삼위일체라는 말을 썼다고 한다. 그러나 성부와 성자와 성령은 한 분 하느님이라는 삼위일체의 개념은 초기에는 비교적 불확실했으며, 니케아 공의회가 열린 4세기 초가 되면서 구체적으로 정립되었다. 실제 니케아 공의회에서는 참 하느님이자 인간인 성자는 성부에게서 창조되지 않고 나신 분이며, 성령은 성부와 성자에게서 나신 분이라고 선언한다.

## 같이 보기
- 기독교의 역사